# Chechehets

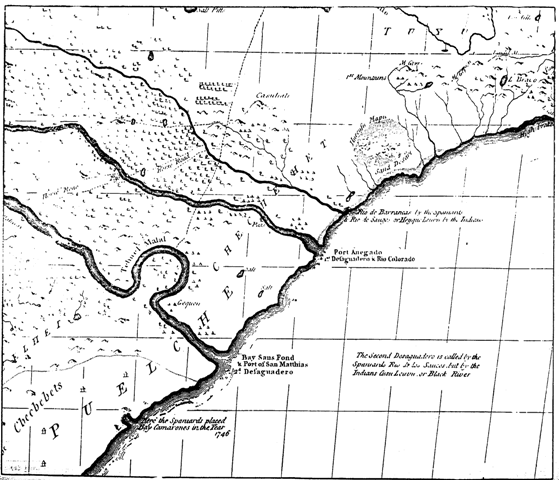
Mapa de Falkner, 1772 (detalle). Desembocadura del río Negro.

Los chechehet (tal vez significa gente de tuco-tuco[cita requerida]), fueron una de las cuatro principales parcialidades de los hets o pampas antiguos según la clasificación que el jesuita inglés Thomas Falkner hizo en 1774. 
La distribución anotada por Falkner en su obra A description of Patagonia and the adjoining parts of South America de 1774 era:

The Puelches, or Eastern Peoples (...) They bear different denominations, according to the situation of their respective countries, of because they were originally of different nations. Those toward the north are called Taluhets; to the west and south of these are the Diuihets; to the south east, the Chechehets; and to the south of these last is the country of the Tehuelhets (...)

En cuando a su distribución geográfica Falkner menciona que habitaban entre los ríos Barrancas-Colorado y Negro en la actual provincia de Río Negro, incursionando por el oeste en la provincia del Neuquén y por el este de la provincia de Buenos Aires hasta las sierras de Tandilia y de la Ventana:

The country of the Chechehets, or People of the East, lies properly between the River Hueyque and the First Desaguadero, or River Colorado, and from thence to the Second Desaguadero, or Black River; but they are perpetually wandering about, and move their habitations, and separate, for the most trifling motices, and oftentimes from no other reason, but their natural propensity to roving. Their country abounds only in the lesser kinds of game, as hares, armadilloes, ostriches, &c. producing few or no guanacoes. When they go up to the mountains of the Tandil and the Casuhati, on account of the scarcity of horses, they are so very unskilful in hunting, &c. that they never bring back any on their return, unless their neighbours the Tehuelhets give them some, or they have the good fortune to surprise some of the parties of the Pehuenches, who generally return well provided.

Juan de Garay en su expedición de 1592, los encontró cerca de la actual Mar del Plata. En 1746 fue establecida en sus tierras la misión jesuita de Nuestra Señora del Pilar de los Puelches, cerca de la laguna de los Padres. Entre los siglos XV y XVIII habitaban las regiones de El Ajó, El Tuyú (palabra guaraní que significa barreal, al sur de la bahía Samborombón), el Mullún (nombre mapudungun de la costa bonaerense) y las serranías de Tandilia y Ventania (también se los conoce como serranos), hasta la desembocaduras de los ríos Colorado y Negro. Lo cual significa que se encontraban en la mitad meridional de la actual provincia argentina de Buenos Aires, limitando por el norte con los querandíes. En el sur del mapa de Falkner aparecen como parcialidad de los puelches, por lo que probablemente sea otra denominación de los gennakenk (o tehuelches septentrionales en la clasificación propuesta por Rodolfo Casamiquela). 
Como arma de caza utilizaban las boleadoras.